# 社会山 (南卡罗来纳州)
社会山（英文：Society Hill），是美国南卡罗来纳州下属的一座城市。城市类型是“Town”。其面积大约为1.63平方英里（4.22平方公里）。根据2010年美国人口普查，该市有人口563人，人口密度约为每平方 英里345.4人（约合每平方公里133.36人）。